# زؤان شمسي
الزؤنات الشمسية( بالإنجليزية Solar comedones) ( تسمى أيضا، زؤنات الشيخية ).هي زوائد جلدية على شكل بثور خفيفة وصغيرة. تصيب الوجه وتظهر في الأفراد متوسطي العمر وكبار السن. وهي تؤثر على المناطق المعرضة للشمس لفترات طويلة وخاصة الخدود التي قد يصبح لونها اصفر، و بملمس الجلد المدبوغ ( المران الشمسى أي تن** النسيج المرن بالجلد solar elastosis ) . قد تكون الزؤنات مفتوحة ( ²hj رؤوس سوداء ) أو مغلقة ( رؤوس بيضاء )، وقد توجد في شكل حويصلات كبيرة. والزؤنات الشمسية ليس لها علاقة بحب الشباب الشائع، قد لا تلتهب الزؤنات ولكن اختفائها يكون صعب.

## الأسباب
يعتقد بأن أسباب ظهور الزؤان “الحبوب ذات الرؤوس السوداء أو البيضاء تحت الجلد” هو النقص في الفيتامين أ (A) ,وفيتامين ب (B). وانسداد الغدد الدهنية, الذي قد يتسبب بتورم تحت الجلد.وكذلك أشعة الشمس، واحيانا قلة النظافة الصحيحة.

## لعلاج
الطرق المتبعة للعلاج عديدة ومنها:
1-غسل المنطقة المتأثرة مرتين يوميا بالماء والصابون.
2-حماية المنطقة المتأثرة من التعرض لأشعة الشمس.
3-تجنب شمس الظهيرة ( البقاء داخلا أو اللجوء إلى مكان مظلل في وقت مابين 11 إلى 3 ظهرا ) .
4- ارتداء القبعات التي لديها حواف عريضة، لتقي الوجه من الشمس.
5-استعمال واقى الشمس. واسع المجال و الخالى من الزيوت على المناطق المكشوفة.
6-استعمال كريمات ريتينويد. على المنطقة المتأثرة مساء ( بعد استشارة الطبيب ) .
7-استعمال ملطفات خفيفة في حالة جفاف الجسم ( قد يزيد الجفاف مع استعمال الرتينويد ) .
8-يمكن التخلص من محتوى الزؤان، باستخدام جهاز خاص.
9- يمكن إزالة الزؤنات بالكي، المعالجة الحرارية أو العلاج بالليزر .